# Гадюка Динника
Гадюка Динника (Vipera dinniki) — вид ядовитых змей рода Настоящих гадюк семейства Гадюковых. Назван в честь русского зоолога Николая Яковлевича Динника (1847—1917).

## Описание
Гадюка Динника — змея небольшого размера общей длиной 500—550 мм и коротким хвостом (30—80 мм). Самцы отличаются от самок более мелкими размерами (максимальная длина у них достигает 412 мм против 486 мм у самок), относительно более длинным хвостом, утолщённым при основании, большим числом пар подхвостовых щитков и меньшим числом рядов брюшных щитков. Голова сверху обычно плоская и не такая широкая, как у кавказской гадюки, поэтому шейный перехват не так хорошо выражен. Верхнебоковой край морды округлый или чуть приострён. Межчелюстной щиток узкий и касается одного или двух апикальных щитков (у кавказской гадюки всегда два апикальных щитка касаются межчелюстного). Между межчелюстным и лобным щитками расположены 3—4 ряда гладких чешуй. Ноздря прорезана в центре носового щитка (у кавказской гадюки — в центре или чуть ближе к нижней части) и не касается межчелюстного. Между крупными надглазничными и лобным щитками расположены один или два ряда мелких чешуй. Чешуя туловища с явно выраженными рёбрышками.
Окраска верхней стороны тела серо-зелёная, оранжевая, лимонно-жёлтая, коричневая. По спине идёт чёрная или коричневая зигзагообразная полоса, которая часто имеет ровные края. Рисунок спины гадюки в пределах ареала изменчив — обычно он представлен рядом косых поперечных пятен. Спинная полоса отделена от тёмноокрашенных боков тела более светлыми полосками. В популяциях этого вида встречаются полные меланисты (до 20—25 %), в окраске которых нет ни единого светлого пятна, в отличие от меланистов кавказской гадюки, у которых сохраняются элементы рисунка красного цвета. Брюхо тёмное, со светлыми пятнышками или же светлое, с тёмными крапинами. Новорожденные особи не отличаются от взрослых по характеру рисунка, а общий тон окраски у них бурый или серо-коричневый, в отличие от яркого красно-коричневого у сеголеток кавказской гадюки. Меланисты рождаются с обычной для вида окраской и становятся бархатно-чёрными только на третьем году жизни.

## Распространение
Гадюка Динника распространена на Большом Кавказе в пределах России, Грузии и Азербайджана. Её ареал охватывает субальпийский пояс гор, как на северном, так и на южном склонах от Фишт-Оштена на западе до восточной Грузии и северо-западного Азербайджана (до Лагодехского и Закатальского заповедников) на востоке. Сплошной ареал простирается на востоке до реки Большая Лаба, а далее известен ряд изолированных популяций из Карачаево—Черкесии, Кабардино — Балкарии, Северной Осетии, Ингушетии, Чечни, Дагестана, северной и восточной Грузии.

## Образ жизни
Гадюка Динника, в отличие от кавказской, не живёт на равнине и встречается преимущественно в субальпийской и альпийской зонах гор в диапазоне высот от 1500 до 3000 м н. ур. м. Она заселяет субальпийские местообитания и пояс криволесья, чаще всего встречается на зарастающих осыпях. По долинам рек, где отсутствуют темнохвойные леса, гадюка Динника и кавказская гадюка обитают совместно, образуя узкую зону интерградации (сочетание признаков обоих видов у отдельных особей).
В пределах ареала — это обычный вид, а в некоторых местах наблюдаются скопления с плотностью населения до 30—40 особей/га. Активный период у гадюки Динника длится с середины апреля — середины мая до конца сентября — октября, в зависимости от высоты и экспозиции склона. Весной гадюки появляются при температуре поверхности почвы +11o С, при этом первыми из зимовки выходят самцы. Осенью дольше всех активны новорожденные особи. Активна днём и вечером, а при температуре +10o С в пасмурную погоду гадюки встречаются на поверхности в течение всего светового дня и поддерживают высокую температуру поверхности тела (+30o С) за счёт поглощения тепла солнечной радиации. Спаривание происходит в конце апреля — мае. В середине августа — сентябре самки рождают 3—7 детёнышей с длиной тела 140—180 мм (в среднем — 146 мм) и массой тела 3,1 г. В высокогорье Большого Кавказа образование пар и спаривание наблюдали в начале июня, а рождение молодых (в среднем 4,8 на самку) — в конце августа. По-видимому, в высокогорье самки имеют многолетний репродуктивный цикл, как минимум, двухлетний. В высокогорных районах гадюки почти сразу после рождения уходят на зимовку и не питаются до следующей весны. Зимовки расположены в непосредственной близости от летних местообитаний. Половой зрелости достигают на третьем году жизни.
Взрослые гадюки питаются преимущественно ящерицами и мелкими грызунами (Лесная мышь, Кавказская мышовка, Кустарниковая полёвка), землеройками, реже — птицами. Молодые гадюки добывают мелких ящериц и прямокрылых насекомых. Гадюка способна вытаскивать зубами погибшую от укуса и застрявшую между камнями добычу. Яд содержит токсины гемолитического действия, что представляет опасность для животных и человека.
В ряде районов численность гадюки Динника сокращается в связи с деградацией её мест обитаний (из—за перевыпаса скота на субальпийских лугах).